# Rainer af Østrig (1783-1853)
Ærkehertug Rainer af Østrig (30. september 1783 – 16. januar 1853) var en østrigsk ærkehertug, der var vicekonge af Lombardiet-Venetien fra 1818 til 1848. Han var søn af  den Tysk-romerske kejser Leopold 2. og yngre bror til kejser Frans 2.. 

## Eksterne links
- Wikimedia Commons har flere filer relateret til Rainer af Østrig (1783-1853)